# The Boomers
The Boomers, auch The Boomers YYZ, ist eine kanadische Indie-Rock-Band aus Toronto, Ontario, Kanada. Die Band wurde 1991 von Ian Thomas (Gesang, Gitarre), Bill Dillon (Gitarre), Peter Cardinali (Bass) und Rick Gratton (Schlagzeug) gegründet.

## Geschichte
The Boomers sind eine kanadische Rockband aus Ontario. Auch bekannt als The Boomers YYZ. Obwohl ihr erstes Album What We Do, erschienen 1991 beim Label WEA, zunächst kein kommerzieller Erfolg in Kanada war, wurde es in Deutschland zu einem Kulthit, der 1991 zu einer Tour führte. Dieser Erfolg veranlasste die Band 1993 das Album Art of Living aufzunehmen. Die Single You’ve Got To Know war ein Hit in Kanada. Das Album wurde von Mr. Mister und Yes-Hit-Produzent Paul DeVilliers musikalisch umgesetzt und von Toningenieur Paul Bonish abgemischt. 1996 veröffentlichte die Gruppe um Ian Thomas dann das Album 25,000 Days bei Alma Records. Musikalisch betreut wurde das Album erneut von DeVilliers. Im Jahr 2002 folgte ein weiteres Album unter dem Titel Midway.
| Jahr | Titel                            | Chart-Positionen | Chart-Positionen | Chart-Positionen | Album            |
| Jahr | Titel                            | Kanada RPM 100   | Kanada A/C       | USA Hot 100      | Album            |
| ---- | -------------------------------- | ---------------- | ---------------- | ---------------- | ---------------- |
| 1991 | „Love You Too Much“              | 41               | 32               | -                | What We Do       |
| 1991 | „One Little Word“                | 49               | 29               | -                | What We Do       |
| 1991 | „Wishes“                         | 68               | 28               | -                | What We Do       |
| 1993 | „You’ve Got to Know“             | 20               | 26               | -                | Art of Living    |
| 1993 | „Art of Living“                  | 41               | -                | -                | Art of Living    |
| 1994 | „Good Again“                     | 68               | -                | -                | Art of Living    |
| 1996 | „I Feel a Change Coming“         | 17               | 15               | -                | 25 Thousand Days |
| 1997 | „Saving Face“                    | 18               | 24               | -                | 25 Thousand Days |
| 2002 | „I Want to Believe in Something“ | -                | -                | -                | Midway           |

## Diskografie (Auswahl)

### Alben
- 1991: What We Do (WEA)
- 1993: Art of Living (WEA)
- 1996: 25,000 Days (Alma Records)
- 2002: Midway (Alma Records)

### Singles
- 1991: Love You Too Much (WEA)
- 1992: Wishes (WEA)
- 1993: You’ve Got To Know (WEA)
- 1993: Art Of Living (WEA)
- 1996: Saving Face (4EVER!)
- 1996: I Feel A Change Coming (Alma Records)